# Зенит-212k

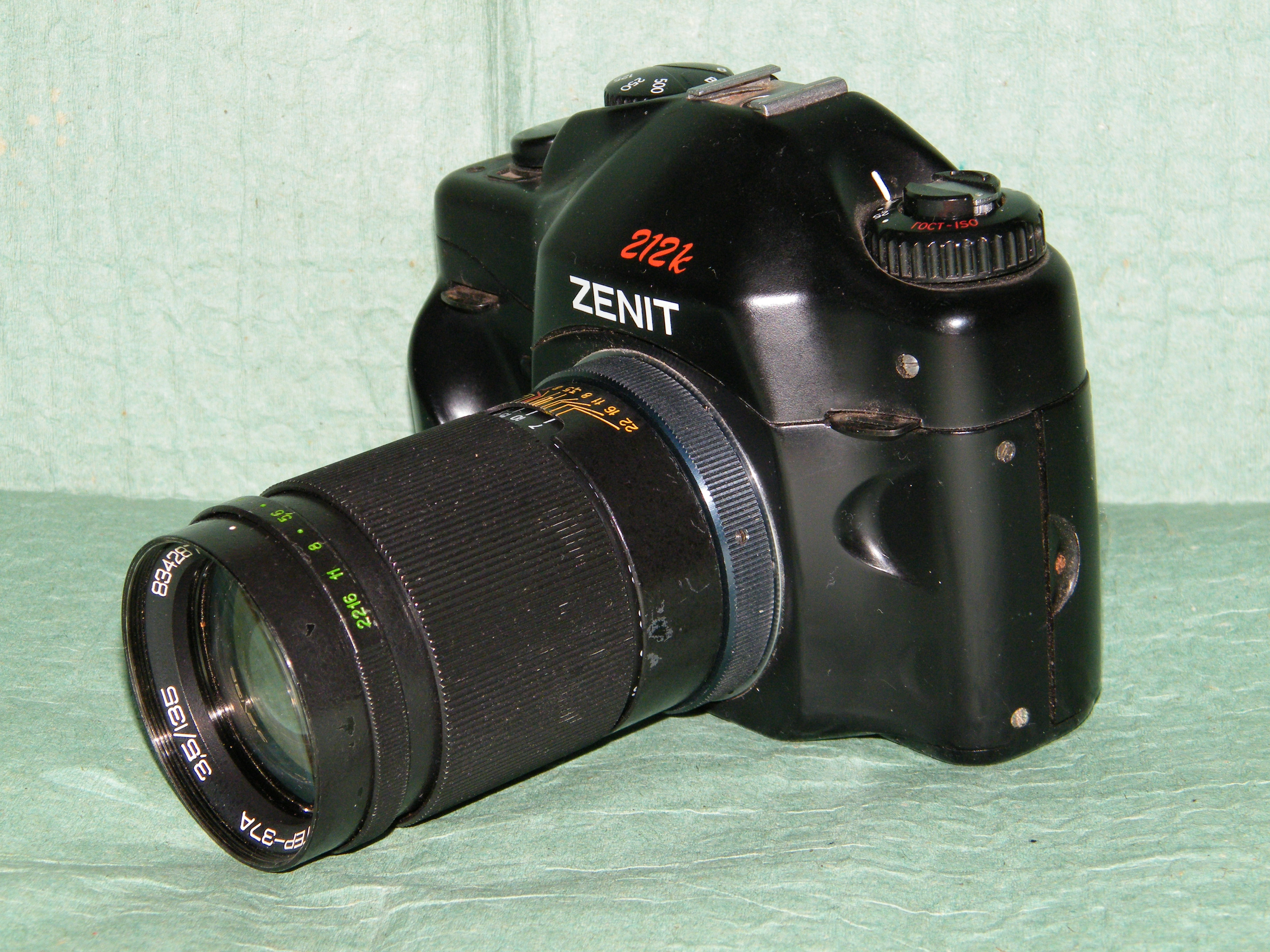
«Зенит-212k» c объективом «Юпитер-37А»

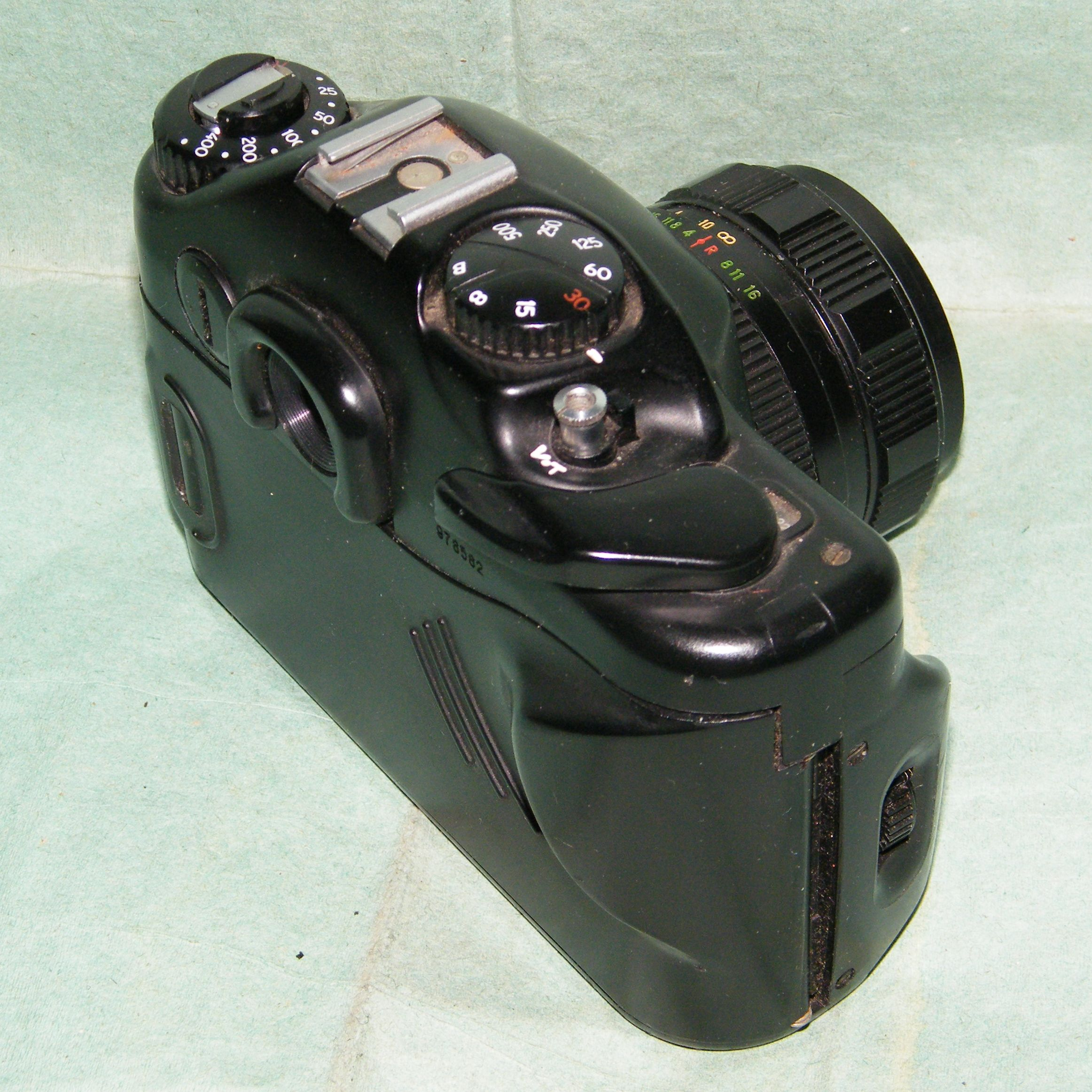
«Зенит-212k»

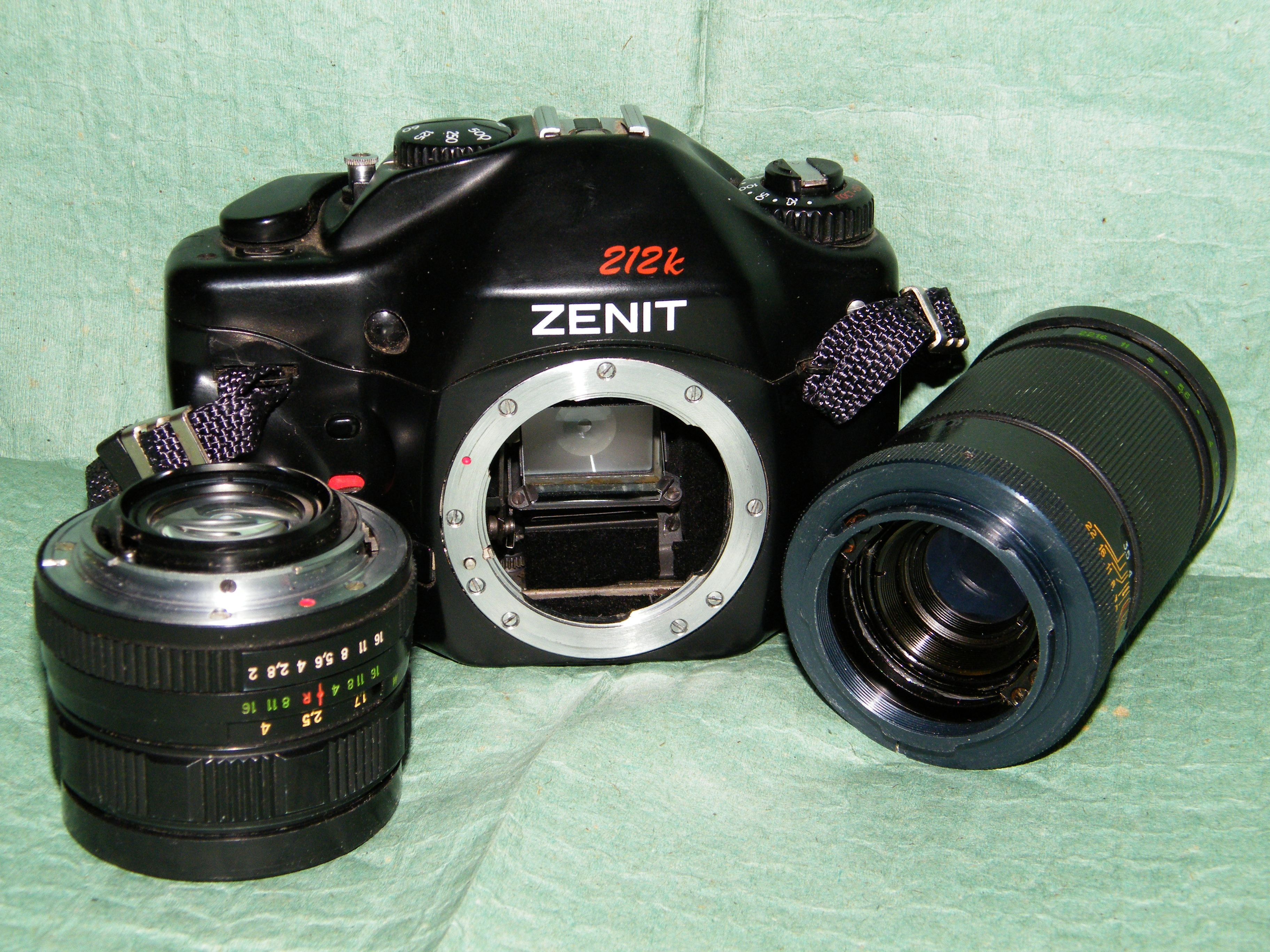
Байонет камеры «Зенит-212k»

Зени́т-212k — российский малоформатный однообъективный зеркальный фотоаппарат с полуавтоматической установкой экспозиции при помощи заобъективного TTL-экспонометра.
Выпускался на Красногорском механическом заводе.

Разработка 1995 года.
Является модификацией фотоаппарата «Зенит-122». Корпус отделан пластиковыми панелями, увеличен диапазон выдержек (1/15 и 1/8 сек.), в связи с чем увеличилась высота корпуса. 

Крепление объективов — байонет К.
«Зенит-212k» — первый серийный фотоаппарат КМЗ, дизайн и детали корпуса которого проектировались с помощью компьютерной системы автоматизированного проектирования (САПР).
Конструкторы фотоаппарата: А. И. Карасёв, В. А. Гапеев.
Дизайн: М. О. Павлович.
Моделирование: И. А. Нагайцева.

## Технические характеристики
- Тип применяемого фотоматериала — 35-мм перфорированная фотокиноплёнка шириной 35 мм (фотоплёнка типа 135) в кассетах. Размер кадра — 24×36 мм.
- Корпус — литой из алюминиевого сплава, с пластмассовой открывающейся задней стенкой, скрытый замок.
- Курковый взвод затвора и перемотки плёнки. Обратная перемотка рулеточного типа. Счётчик кадров самосбрасывающийся при включении обратной перемотки плёнки.
- Затвор — механический, шторно-щелевой с горизонтальным движением матерчатых шторок. Выдержки затвора — от 1/8 до 1/500 сек, «B» и длительная. Выдержка синхронизации с электронной фотовспышкой — 1/30 с.
- Центральный синхроконтакт «Х».
- Штатный объектив (с «прыгающей» диафрагмой):
  - «Гелиос-44К-4»
  - «МС Гелиос-44К-4»
  - «МС Зенитар-К2s»
- Тип крепления объектива — байонет К.
- «Зенит-212k» комплектовался адаптером для крепления объективов с резьбовым соединением М42×1/45,5.
- Фокусировочный экран — линза Френеля с матовым кольцом и микрорастром, клинья Додена в центре.
- TTL-экспонометр (заобъективная экспонометрия) с двумя сернисто-кадмиевыми (CdS) фоторезисторами. Светодиодная индикация о работе экспонометрического устройства в поле зрения видоискателя. Полуавтоматическая установка экспозиции на закрытой до рабочего значения диафрагме. При установленной светочувствительности фотоплёнки и выдержке вращением кольца установки диафрагмы необходимо добиться свечения светодиода зелёного цвета. Светодиоды красного цвета информируют о неправильной установке экспозиции: верхний — передержка, нижний — недодержка. Диапазон светочувствительности фотоплёнки 16 — 640 ед. ГОСТ. При применении светофильтров автоматически вносятся поправки на их плотность.
- Репетир диафрагмы и включение экспонометрического устройства — от спусковой кнопки.
- Источник питания полуавтоматической экспонометрии — два элемента СЦ-32, МЦ-0,105 (современный аналог LR-44, AG-13)[1].
- Механический автоспуск.
- На фотоаппарате установлено центральное штативное гнездо с резьбой 1/4 дюйма.

## Дальнейшие разработки КМЗ
- «Зенит-312m» — (КМЗ) — «Зенит-122» с изменённым дизайном.
- «Зенит-412DX» — (КМЗ) — модификация «Зенита-122», ввод светочувствительности по DX-коду.
- «Зенит-412LS» — (КМЗ) — последняя серийная модель линии. Модернизация фотоаппарата «Зенит-412DX», в части расширения диапазона воспринимаемых экспонометром значений светочувствительности плёнки по DX-коду.